# 德米特里·阿韦罗夫
德米特里·利沃维奇·阿韦罗夫（羅馬化：Dmitriy L'vovich Averov；1974年6月3日—）是俄罗斯政治人物，第八届国家杜马议员。他也曾于2021年担任联邦委员会议员。